# Раух, Георг фон
Георг Александр Корнелиус Эрих фон Раух (нем. Georg Alexander Cornelius Erich von Rauch; 31 июля (13 августа) 1904, Псков, Россия, — 17 октября 1991, Киль, Германия) — немецкий историк, по происхождению — балтийский немец. Специалист по истории России и стран Балтии.

## Биография
Георг фон Раух родился в Пскове в семье военного врача Корнелиуса фон Рауха, выпускника Императорской Военно-Медицинской академии. В начале 1900 года Корнелиус фон Раух был младшим врачом 96-го пехотного Омского полка, в то время расквартированного в Пскове на Завеличье.
В 1911 году семья переехала в южную часть Эстонии в Сангасте, в то время — часть Российской империи. Начальное образование Георг фон Раух получил дома, а последние два класса — в Тартуской городской немецкой гимназии. В 1927 году уже в независимой Эстонии Георг фон Раух окончил философский факультет Тартуского университета по специальности история, затем продолжил образование в университетах Бреслау и Тюбингена. В 1930 году Георг стал учителем истории и географии в Тартуской немецкой гимназии, одновременно продолжая своё образование в аспирантуре Тартуского университета.

## В эмиграции
26 октября 1939 года Георг фон Раух со всей семьей выехал поездом в Таллинн, а затем пароходом в западную Польшу, где стал доцентом и ассистентом немецкого университета в Познани. Во время Второй мировой войны служил в вермахте переводчиком, одновременно продолжал публиковать работы по истории России. В конце второй мировой войны Георг фон Раух провел несколько месяцев в плену американской армии. Начиная с 1946 года преподавал русскую историю в Марбургском университете, где стал профессором в 1953 году. В 1958 году Георг фон Раух принял предложение Кильского университета возглавить Институт истории Восточной Европы, который возглавлял до выхода на пенсию в 1972 году. Труды Георга фон Рауха по истории Советского Союза были переведены на многие языки, в том числе на итальянский и японский, и стали стандартным учебником.

## Семья
Сын Георга фон Рауха и его тезка — Георг фон Раух был анархистом, погиб в 1971 году во время студенческих волнений в ФРГ в перестрелке с полицией.

## Труды
- Geschichte des bolschewistischen Russland (Wiesbaden: Rheinische Verlags-Anstalt, 1955);

Переводы:
A history of Soviet Russia New York: Praeger, 1957; rev. edd. 1958, 1962, 1964, 1967, 1972
История Советской России / Г. К. Раух; перевод с английского Ю. Большухина. Ilmunud, Нью-Йорк : Прегер, 1962
- Die Geschichte der baltischen Staaten (München: Deutsche Taschenbuch Verlag, 1990);

Переводы:
The Baltic States: The Years of Independence: Estonia, Latvia, Lithuania, 1917—1940 New York: St. Martin’s Press, 1995 ISBN 0312124473 ISBN 9780312124472